# Dryopteris cognata
Dryopteris cognata là một loài dương xỉ thuộc họ Dryopteridaceae. Loài này được Carl Borivoj Presl mô tả khoa học đầu tiên năm 1851.